# Berta Rodríguez Olate
Berta Antonia Rodríguez Olate (n. 24 de juny de 1971) és una jugadora xilena de tennis de taula. Ha participat en els Jocs Olímpics d'Atlanta 1996, Sydney 2000, Atenes 2004 i Londres 2012, sent la tercera esportista xilena a participar en quatre Jocs Olímpics, juntament amb Gert Weil i Érika Olivera.
En l'activitat nacional va defensar els colors de Colo-Colo, destacant per fi de l'any 1996 en segon lloc el Torneig Top 8.
Ha obtingut medalles en competicions internacionals com els Jocs Sud-americans i Jocs Panamericans. Va planejar retirar-se de l'esport professional a finals de 2012, però va declinar fer-ho.